# Дворец Маркес-де-Паломарес

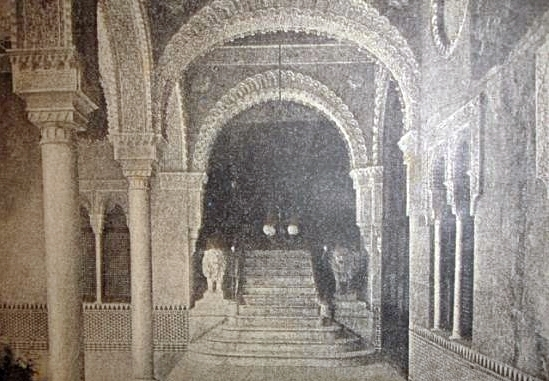
Интерьер дворца Маркес-де-Паломарес.

Дворец Маркес-де-Паломарес (исп. Palacio del Marqués de Palomares) был частью впечатляющего комплекса зданий в Севилье (Испания). Он располагался на месте нынешнего магазина El Corte Inglés Del Duque.
Здание было приобретено в 1879 году Хуаном Антонио Фернандесом де ла Аррибой, успешным торговцем, как часть комплекса Пласа-дель-Дуке, принадлежащего маркизу Паломаресу. Фернандес де ла Арриба использовал здание как часть своего торгового предприятия. Являясь уникальным сочетанием архитектурных стилей дворец казался его владельцам слишком сложным в обслуживании и был снесён в 1965 году.

## История
На месте дворца Маркес-де-Паломарес ранее находился огромный дворец Дукес де Медина Сидония (исп. Palacio de los Duques de Medina Sidonia), также известный как Лос-Гусманес (исп. Los Guzmanes). Он был разрушен после наполеоновского вторжения, а на его месте в середине XIX века был возведён дворец Маркес-де-Паломарес. В 1879 году Хуан Антонио Фернандес де ла Рива (Арриба), процветающий севильский купец, приобрёл здание дворца, располагавшееся по адресу площади дель Дуке, дом 10, на аукционе, организованном маркизом Паломаресом. Там он организовал Almacenes del Duque (магазины герцога), построив крышу, закрывшую внутренний двор. В магазине продавались ткани, одежда и шторы.
После его смерти Мануэль, один из его детей, получивший образование в области права, философии и литературы, жил во дворце и сделал обширные изменения в нём. Место стало известно как Альмасенес-дель-Дуке (исп. Almacenes del Duque), знаковым местом, где продавалась текстильная продукция, одежда и сумки.
Родственники и наследники Мануэля Фернандеса Эскобара наняли бригады каменщиков для ремонта повреждений дворца, вызванных его возрастом, влажностью и протекающими крышами.
С 1960 года предпринимались усилия по продаже дворца различным организациям, таким как мэрия, правительство, министерствам, но ни один из этих государственных органов не хотел и не мог справиться с расходами или ремонтом, связанными с приобретением этого впечатляющего здания. Однако в 1964 году дворец был приобретён Хорхе Бардо, продан El Corte Inglés, а затем снесён.